# Rebizanty
Rebizanty – zniesiona nazwa miejscowości w Polsce położona w województwie lubelskim, w powiecie tomaszowskim, w gminie Susiec, nad Tanwią.
Nazwa została zlikwidowana rozporządzeniem z 2001 roku, została włączona do wsi Huta Szumy.
W latach 1975–1998 miejscowość położona była w województwie zamojskim.
Miejscowość nie figuruje w rejestrze TERYT, ale jest w zestawieniach archiwalnych sprzed zniesienia.
Wierni Kościoła rzymskokatolickiego należą do parafii Chrystusa Króla w Hucie Różanieckiej.

## Historia
13 maja 1863 pod Rebizantami odbyła się koncentracja wojsk powstańczych mjr. Jana Żalplachty-Zapałowicza. Następnego dnia powstańcy przekroczyli pobliską granicę rosyjsko-austriacką na Tanwi i ruszyli na Tyszowce. Wyprawa zakończyła się klęską pod Tuczapami-Mołożowem 19 maja 1863.